# Torre Sala (Teià)
Torre Sala és una obra del municipi de Teià (Maresme) inclosa en l'Inventari del Patrimoni Arquitectònic de Catalunya.

## Descripció
Edifici de planta quadrada cobert a quatre vessants. Consta de planta baixa, pis i golfes que ocupen tota la superfície de l'edifici. Exteriorment tots els elements són d'un estil proper al Renaixement més clàssic: porxos, columnes d'ordre corinti, arcs de mig punt, balustrades, frontons i motllures en terracota, que és el color predominant en tot l'exterior.
Els motius ornamentals realitzats en terracota que emmarquen les finestres representen figures al·legòriques. Els murs exteriors són esgrafiats amb motius geomètrics.
A la part del darrere de la casa hi ha un bosc especialment plantat amb arbres d'importació.
A l'interior, el que resulta més interessant és la distribució d'espais, donat que totes les sales es comuniquen entre elles, especialment al primer pis, el que comporta que totes les cambres tinguin dues portes d'accés. Així, es pot recórrer tot el pis superior sense sortir al rebedor distribuïdor d'espais, d'especial interès per estar format amb columnes i arcades recobertes completament de mosaic ceràmic amb motius una mica vegetals.
La importància de l'edifici també recau en els materials utilitzats en la decoració interior: fusta de melis en totes les portes, finestres i gran part dels mobles, vidres belgues, escala de marbre de Carrara, arcades i xemeneia (menjador) de terracota, banys amb rajoles vitrificades i banyeres importades dels Estats Units.
Cadascuna de les habitacions presenta un sostre diferent, 28 en total, excepte les golfes amb tota la bigueria i els cavalls de teulada realitzats amb fusta de melis, que inicialment era un espai dedicat a les tasques realitzades pel servei.

## Història
La casa fou manada construir pel Comte de Godó per a la seva filla Rosa. Fou construïda per Lluís Bonet i Garí, arquitecte format al costat de Josep Puig i Cadafalch i que fou deixeble d'Antoni Gaudí. Durant la guerra civil espanyola de 1936-1939 fou utilitzada com a escola. Posteriorment passà a mans dels actuals propietaris.
Existeixen en tot el món nou cases idèntiques construïdes per Bonet Garí, totes elles en països diferents.
La torre Sala, com així s'anomena per trobar-se al costat de Can Sala, s'edificà l'any 1928.